# Werbiwka (obwód iwanofrankiwski)
Werbiwka, Łdziany (ukr. Вербівка) – wieś na Ukrainie, w obwodzie iwanofrankiwskim, w rejonie rożniatowskim. W 2001 roku liczyła ok. 1 tys. mieszkańców.
Wieś została założona z 1674 roku. W II Rzeczypospolitej miejscowość była siedzibą gminy wiejskiej Łdziany w powiecie kałuskim, w województwie stanisławowskim.